# 시바 고타로
시바 고타로(일본어: 芝幸太郎, 1973년 11월 8일 ~ )는 일본의 사업가로, 주식회사 office48과 그래시즈의 대표 이사이다. 삼림에 의한 이산화탄소 흡수 촉진 프로젝트 《나와 지구를 잇는 숲》의 대표이며, 고치현 관광 특사이기도 하다.